# Léopold (metroul ușor din Charleroi)
Léopold este o stație a metroului ușor din Charleroi de pe linia nefinalizată spre Châtelet. Stația este situată în Montignies-sur-Sambre, localitate componentă a zonei metropolitane Charleroi, și este denumită după strada Rue Léopold din apropiere.
Stația Léopold este construită în debleu, iar accesul urma să se facă dinspre strada Rue Léopold de la suprafață. Stația nu a fost niciodată terminată și echipată, fiind realizată doar structura de rezistență. Șinele care ar fi trebuit să traverseze Léopold nu au fost nici ele montate.
Stația Léopold nu apare pe planurile originale ale metroului ușor din Charleroi, datând din anii 1960. Pe planurile de mobilitate ale zonei metropolitane Charleroi, publicate în iunie 2014, stația poartă numele „Corbeau” și este figurată semnificativ mai la sud-vest față de poziția ei reală din teren. Numele său corect este vizibil pe un plan general prezentat de Marc Bolly, șef al serviciului Infrastructură al TEC Charleroi, televiziunii publice francofone RTBF, în noiembrie 2016.
Construcția liniei spre Châtelet a început la sfârșitul anilor '70 și a fost întreruptă după ce sectorul transportului public a fost transferat din responsabilitatea guvernului federal în cea a regiunilor, în urma celei de-a treia reforme a statului belgian. Acest lucru a cauzat oprirea finanțării, bugetul Regiunii valone fiind mult mai sărac decât bugetul federal, iar lucrările la această linie nu au mai fost reluate.
Stația Léopold urma să deservească o zonă rezidențială, centrul comercial Cora Châtelineau și platforma industrială Charleroi–Châtelet.